# Коњаровце
Коњаровце (слч. Koniarovce) насељено је мјесто са административним статусом сеоске општине (слч. obec) у округу Топољчани, у Њитранском крају, Словачка Република.

## Становништво
| Година:    | 1994. | 2004.   | 2014.   | 2024.   |
| ---------- | ----- | ------- | ------- | ------- |
| Број људи: | 623   | 625     | 648     | 661     |
| Разлика:   |       | +0,32 % | +3,68 % | +2,00 % |

| Година:    | 2023. | 2024.   |
| ---------- | ----- | ------- |
| Број људи: | 662   | 661     |
| Разлика:   |       | -0,15 % |

Према подацима о броју становника из 2011. године насеље је имало 642 становника.